# Lợn trâu
Lợn trâu (Danh pháp khoa học: Entelodont) hay còn gọi là lợn sát thủ là một họ lợn đã tuyệt chủng từ thời kỳ tiền sử. Chúng là động vật ăn tạp và là loài đặc hữu của những khu rừng và đồng bằng Bắc Mỹ, châu Âu và châu Á từ cuối kỷ Eocen đến thế Miocene để sớm (37.2-16.300.000 năm trước) cách đây khoảng 21 triệu năm. Chúng là một trong những loài động vật săn mồi hung tợn nhất lịch sử. Entelodon theo tiếng Hy Lạp cổ có nghĩa là "Hàm răng hoàn chỉnh". Entelodon là tổ tiên của loài lợn hiện nay.

## Tổng quan
Lợn trâu Entelodontidae được đặt tên bởi Richard Lydekker và đưa vào nhóm Nonruminantia bởi Gregory (1910). Sau đó chúng được xếp vào nhóm Artiodactyla bởi Lucas (1998) và đặt thành một họ là Entelodontoidea bởi Carroll (1988) và Boisserie (2005). Trong khi những loài lợn trâu từ lâu đã được coi là thành viên của Phân bộ Lợn nhưng người ta đã tìm thấy chúng là gần gũi hơn với cá voi và hà mã hơn cho những con lợn.
Chúng là loài động vật cực kỳ hung dữ, có thân hình nửa giống lợn, nửa giống trâu. Tuy cao trên 2 mét và nặng tới hàng tấn, nhưng lợn trâu Entelodont có bộ não chỉ bé như nắm tay. Những vết thương trên sọ tìm được trong các hóa thạch cho thấy loài thú này thường xuyên tấn công lẫn nhau để tranh giành địa phận hoặc con cái. Nhìn chung bề ngoài của chúng như con quái vật nửa lợn, nửa trâu cực kỳ hung dữ.

## Mô tả
Lợn trâu Entelodonts là một nhóm đã tuyệt chủng chứ không phải lợn giống như động vật có vú ăn tạp với các cơ quan cồng kềnh, nhưng ngắn, đôi chân thon thả, và mõm dài. Lớn nhất là nhóm lợn Bắc Mỹ Daeodon, và nhóm châu Âu Paraentelodon với chiều cao lên đến 2,1 m (6,9 ft) tính đến vai, với bộ não có kích thước của một quả cam. Một mẫu vật duy nhất được ghi bởi M. Mendoza, CM Janis, và P. Palmqvist cho khối cơ thể được ước tính có trọng lượng 421 kg (930 lb). Tuy cao khoảng 2m, dài hơn 4m, nặng hơn 4.000 kg nhưng não của loài này chỉ lớn bằng trái cam.
Lợn trâu Entelodont có đầy đủ bộ răng, bao gồm cả răng nanh lớn, răng cửa nặng nề, và tương đối đơn giản, nhưng mạnh mẽ và răng hàm. Những tính năng này cho thấy một chế độ ăn uống theo kiểu động vật ăn tạp, tương tự như của lợn hiện đại. Giống như nhiều động vật khác, chúng có móng guốc chẻ, với hai ngón chân chạm đất, còn lại hai là tàn tích. Đặc điểm phân biệt nhất của các loài động vật này không phải là nặng nề mà là cục xương ở hai bên của đầu của chúng mà là tương tự như một con heo rừng. Một số có thể có điểm gắn được để hỗ trợ cho cơ hàm mạnh mẽ, nhưng một số lớn hơn ở con đực, cho thấy chúng có thể chiến đấu vì bạn tình.

## Tập tính
Lợn trâu Entelodont sống trong rừng và đồng bằng nơi chúng là những kẻ săn mồi đầu bảng trong kỷ Miocen của Bắc Mỹ và tới kỷ Oligocene, chúng cũng tiêu thụ động vật thối rữa và động vật sống và có chế độ ăn của chúng với cây và củ. Chúng có thể săn bắt động vật lớn, giống như những loài bò Eporeodon lớn và lạc đà tiền sử cỡ con cừu Poebrotherium wilsoni, chúng kết liễu con mồi với một vết cắn từ hàm mạnh mẽ. Với bản tính hung dữ và thường đi săn theo đàn, nên chúng vẫn là nỗi khiếp đảm của các loài động vật trên cạn.
Một số di tích hóa thạch của các loài động vật khác đã được tìm thấy với những vết cắn của lợn trâu vào chúng. Giống như những con lợn hiện đại, chúng là động vật ăn tạp, ăn cả thịt và thực vật, nhưng sự thích nghi của chúng cho thấy một xu hướng thiên về con mồi sống và thối rữa. Chúng là những kẻ cơ hội có khả năng nhất, chủ yếu ăn động vật sống, nhưng không từ chối xác thối rữa và củ trong thời gian hạn hán. Một số thậm chí còn tích trữ thức ăn giống như một Archaeotherium đã được phát hiện, tạo thành cốt của rất nhiều lạc đà.

## Trong văn hóa
Entelodont xuất hiện trong tập phim thứ ba trong những phim tài liệu truyền thông của BBC với Chương trình: Dạo chơi cùng dã thú, nơi mà trong chương trình, người kể chuyện luôn luôn đề cập đến các sinh vật như lợn trâu chứ không phải là một chi cụ thể hơn, chẳng hạn như Entelodon hoặc Archaeotherium. Các sinh vật cùng xuất hiện trong một sản phẩm BBC, bộ phim làm lại năm 2001 của The Lost World.
Entelodonts cũng là trọng tâm chính của tập 4 của chương Predators Prehistoric (Những kẻ săn mồi thời tiền sử) trong kênh National Geographic Channel trong một tập phim mang tên "Killer Pig" (Lợn sát thủ). Các tập phim đặc trưng Archaeotherium (được xác định là "entelodont") như là các động vật ăn thịt trên của bình nguyên Mỹ, và làm thế nào nó phát triển thành Daeodon thậm chí lớn hơn ("Dinohyus").